# Tour de France de 1953
O Tour de France 1953 foi a 40º Volta a França, teve início no dia 3 de Julho e concluiu-se em 27 de Julho de 1953. A corrida foi composta por 22 etapas, no total mais de 4.479 km, foram percorridos com uma média de 34.593 km/h.Estavam inscritos 120 ciclistas.

## Resultados

### Classificação geral
| Pos | Nome              | País          | Equipa | Tempo        |
| --- | ----------------- | ------------- | ------ | ------------ |
| 1   | Louison Bobet     | França        |        | 129h 23' 25" |
| 2   | Jean Malléjac     | França        |        | 14' 18"      |
| 3   | Giancarlo Astrua  | Itália        |        | 15' 02"      |
| 4   | Alex Close        | Bélgica       |        | 17' 35"      |
| 5   | Wout Wagtmans     | Países Baixos |        | 18' 05"      |
| 6   | Fritz Schaer      | Suíça         |        | 18' 44"      |
| 7   | Antonin Rolland   | França        |        | 23' 03"      |
| 8   | Nello Lauredi     | França        |        | 26' 03"      |
| 9   | Raphaël Geminiani | França        |        | 27' 18"      |
| 10  | François Mahé     | França        |        | 28' 26"      |